# Veddasca
Veddasca är en tidigare kommun vars huvudort var Armio i kommunen Maccagno con Pino e Veddasca i provinsen Varese i regionen Lombardiet i Italien. 
Veddasca upphörde som kommun den 4 februari 2014 och bildade med dee tidigare kommunerna Maccagno och Pino sulla Sponda del Lago Maggiore den nya kommunen Maccagno con Pino e Veddasca. Den tidigare kommunen hade 239 invånare (2013).